# Dexter (hrabstwo Penobscot)
Dexter – jednostka osadnicza w Stanach Zjednoczonych, w stanie Maine, w hrabstwie Penobscot.